# Marin Skender
Marin Skender (ur. 12 sierpnia 1979 w Osijeku) – chorwacki piłkarz występujący na pozycji bramkarza.

## Życiorys
Jest wychowankiem NK Osijek. Jego pierwszym seniorskim klubem była Olimpija Osijek. W 2000 roku został piłkarzem NK Vukovar ’91. Od 1 lipca 2001 do 30 czerwca 2009 grał w NK Osijek. Następnie trafił do NK Zagreb, a potem do Dinama Zagrzeb. W sezonie 2012/2013 występował w gruzińskiej Dili Gori. 26 stycznia 2013 odszedł na zasadzie wolnego transferu do duńskiego SønderjyskE Fodbold, w którym w 2017 roku zakończył karierę. W lidze duńskiej rozegrał w sumie 121 meczów.
W 2006 roku został powołany przez Slavena Bilicia do reprezentacji, jednak nie zadebiutował w niej.